# Syngamus
Syngamus is een geslacht van parasitaire rondwormen (nematode) uit de orde van de Strongylida en de familie Syngamidae.

## Soort
- Syngamus trachea Montagu, 1811 (Gaapworm)